# Pallavolo Città di Castello
Pallavolo Città di Castello; męski klub siatkarski z Włoch powstały w 1948 w Città di Castello. Przez problemy finansowe klub został rozwiązany w 1997 i zdegradowany do Serie D. Od sezonu 2013/14 drużyna występuje w Serie A1 pod nazwą Altotevere Città di Castello.

## Kadra

### Sezon 2014/2015
| Nr | Imię i nazwisko         | Data ur. | Wzrost | Pozycja               |
| -- | ----------------------- | -------- | ------ | --------------------- |
| 1  | Alessandro Franceschini | 1983     | 197    | środkowy              |
| 3  | Renee Teppan            | 1993     | 197    | atakujący             |
| 4  | Davide Lensi            | 1995     | 175    | libero                |
| 5  | Antonio Corvetta        | 1977     | 188    | rozgrywający          |
| 6  | Ludovico Dolfo          | 1989     | 195    | przyjmujący           |
| 7  | Tamás Kaszap            | 1991     | 198    | rozgrywający          |
| 8  | Árpád Baróti            | 1991     | 206    | atakujący             |
| 9  | Dore Della Lunga        | 1984     | 192    | przyjmujący           |
| 10 | Federico Tosi           | 1991     | 185    | libero                |
| 12 | Andri Aganits           | 1993     | 207    | środkowy              |
| 14 | Goran Marić             | 1981     | 204    | przyjmujący/atakujący |
| 15 | Luigi Randazzo          | 1994     | 198    | przyjmujący           |
| 18 | Daniele Mazzone         | 1992     | 208    | środkowy              |

### Sezon 2013/2014
| Nr | Imię i nazwisko         | Data ur. | Wzrost | Pozycja      |
| -- | ----------------------- | -------- | ------ | ------------ |
| 1  | Alessandro Franceschini | 1983     | 197    | środkowy     |
| 2  | Christian Fromm         | 1990     | 204    | przyjmujący  |
| 3  | Ludovico Carminati      | 1992     | 200    | atakujący    |
| 4  | Davide Lensi            | 1995     | 175    | libero       |
| 5  | Antonio Corvetta        | 1977     | 188    | rozgrywający |
| 6  | Ludovico Dolfo          | 1989     | 195    | przyjmujący  |
| 8  | Luca Sartoretti         | 1995     | 190    | przyjmujący  |
| 9  | Jacopo Massari          | 1988     | 185    | przyjmujący  |
| 10 | Federico Tosi           | 1991     | 185    | libero       |
| 11 | Matteo Piano            | 1990     | 207    | środkowy     |
| 12 | Gert van Walle          | 1987     | 197    | atakujący    |
| 13 | Andrea Rossi            | 1989     | 202    | środkowy     |
| 15 | Manuele Marchiani       | 1989     | 185    | rozgrywający |